# KOMM-IN NRW
KOMM-IN NRW („Innovationen in der kommunalen Integrationsarbeit – eine Förderung durch das Land Nordrhein-Westfalen“) war ein Förderprogramm im Integrationsbereich für Kommunen in Nordrhein-Westfalen (NRW), das von 2005 bis 2012 lief. Es sollte Kommunen dabei unterstützen, Strukturen, Prozesse und Netzwerke innerhalb der Stadt so zu optimieren, dass sie die Integration von Menschen mit Migrationshintergrund besser leisten können. Städte und Kommunen konnten entsprechend einen Antrag auf Förderung ihrer Integrationsprojekte beim Land NRW stellen.

## Geschichte
Die Entwicklung des KOMM-IN-Förderprogramms war im Zusammenhang mit der allmählichen Neuorientierung der Integrationspolitik von einer eher abwehrend-passiven zu einer fordernd-aktiven Politik in Deutschland seit dem Jahr 2000 zu sehen. Die Integration von Menschen mit Migrationshintergrund wurde seit diesem Zeitpunkt weniger als ein bloßer gesellschaftlicher Prozess, sondern vielmehr auch als eine Zielvorstellung der politischen Maßnahmen von Kommunen, Ländern und des Bundes verstanden. Als solche Maßnahmen können beispielsweise die seit dem Jahr 2005 in Kraft getretenen Zuwanderungsgesetze – „Gesetz zur Steuerung und Begrenzung der Zuwanderung und zur Regelung des Aufenthalts und der Integration von Unionsbürgern und Ausländern“ – z. T. verpflichtend angebotenen Integrations- und Sprachkurse gesehen werden.
In Nordrhein-Westfalen einigten sich im Jahr 2001 alle Fraktionen auf eine „Integrationsoffensive“, im Jahr 2005 folgte das erste deutsche Integrationsministerium, das „Ministerium für Gesundheit, Soziales, Frauen, Jugend und Integration“, auf Landesebene und eine „interministerielle Arbeitsgruppe Integration“ (IMAG Integration). Bereits im Jahr 2004 wurde vom Ministerium für Arbeit, Integration und Soziales und der Kommunalen Gemeinschaftsstelle für Verwaltungsmanagement (KGSt) ein Handbuch mit dem Titel „Integrationsarbeit – effektiv organisiert. Ein Handbuch für Kommunen“ herausgegeben. Hierin wurde u. a. festgestellt, dass es zwar bereits auf lokaler Ebene viele Angebote von verschiedenen Trägern im Integrationsbereich gebe, diese jedoch zum Teil zu wenig transparent und koordiniert seien.
An diese Stelle sollte in der Vorstellung des Ministeriums das Förderprogramm KOMM-IN NRW treten, das ab 2005 in Kraft trat.

## Inhalte
KOMM-IN setzte aus dieser Entwicklung heraus ganz bestimmte Schwerpunkte im Bereich der Integrationsarbeit, die Kommunen bei ihren Projektanträgen berücksichtigen mussten.
- Der erste Schwerpunkt lag auf „Transparenz“. Hierunter wird laut Antragsbeschreibung[5] zum einen ein leichter Zugang zu Informationen zu bestehenden Integrationsangeboten für Neuzuwanderer und bereits in Deutschland lebende Zugewanderte verstanden. Zum anderen richtete sich die Zielsetzung dieses Schwerpunkts auch an Träger der Wohlfahrtspflege und Kommunen. Diese sollten im Rahmen von Projekten klären, welche Bedürfnisse Menschen mit Migrationshintergrund haben und ob diese von den bestehenden Angeboten abgedeckt werden.
- Der zweite Schwerpunkt lag auf der „Vernetzung der Angebote“. Dies soll in der Regel bedeuten, dass bereits bestehende Angebote – beispielsweise Sprachkurse oder Weiterbildungsangebote – erfasst werden sollen. Anschließend sollte überprüft werden, inwieweit diese Angebote ineinandergreifen können und welche Einrichtungen sich dabei abstimmen können. Als Beispiel im KOMM-IN-Antrag selbst wurden Angebote zur Unterstützung von männlichen Jugendlichen angeführt[5]: Diese erforderten eine „Zusammenarbeit und Intensivierung zwischen den verschiedenen Akteuren und Institutionen wie Jugendhilfe, Ausländerbehörden, Integrationsstellen, Familienhilfe, Jugendgerichtshilfe etc.“[5]
- Der dritte Schwerpunkt schließlich forderte eine „Strategische Koordination der Akteure und Steuerung der Wirksamkeit der Angebote“. Hierbei schien der Schwerpunkt vor allem auf Evaluation und Qualitätssicherung der vorhandenen Angebote zu liegen.

In der Antragsbeschreibung sind auch Beispiele für Projekte genannt, die diesen Förderschwerpunkten entsprechen. Diese umfassen beispielsweise „Lotsensysteme“, „Beratungsführer“, „Integrationskonferenzen“ oder einen „kommunalen Integrationsatlas“ u. a.

## Rahmenbedingungen
Neben diesen Schwerpunkten gab es weitere Rahmenbedingungen. So mussten Kommunen, die in vergangenen Jahren bereits Projekte über KOMM-IN durchgeführt haben, einen neuen Projektschwerpunkt vorweisen. Außerdem mussten folgende Eckpunkte der Förderkonzeption beachtet werden:

### Eckpunkte
- Die Förderung ist befristet und es sollen nur Projekte unterstützt werden, die auf vorhandenen Angeboten aufbauen und deren Wirksamkeit verbessern.
- Die Projekte sollen zielorientiert durchgeführt werden. Das bedeutet, dass ein evaluierbares Ziel am Ende des Projektes stehen soll, das in einer konkreten Zeit, mit einer konkreten Zielgruppe und vorherbestimmten Ressourcen erreicht werden kann. So wäre beispielsweise die Förderung von „interkultureller Bildung im Stadtgebiet“ zu allgemein. Es müsste sich um ein konkretes Projekt in den Bildungseinrichtungen der jeweiligen Kommune handeln, welches in einem vorherbestimmten Projektzeitraum auch durchgeführt werden kann.
- KOMM-IN verpflichtet die antragsstellende Kommune zudem zu einer Zusammenarbeit mit der jeweiligen Ausländerbehörde. Auch die kommunale Migrantenvertretung – i. d. R. der Integrationsrat – ist zu informieren. So soll bereits im Antrag die Vernetzung der verschiedenen Stellen in der Stadt erreicht werden, die für Integrationsarbeit zuständig sind.
- Auch Migrantenselbstorganisationen (MSOen) sollen „Partner der Kommune“[5] werden. Die Absicht dahinter ist laut Antragsbeschreibung, die Zielgruppe der Projekte auch in diesen Prozess mit einzubeziehen.
- Die Kommune selbst soll sich mit den Zielen identifizieren und die Verwaltungsspitze die politische Legitimation übernehmen. In der Praxis wird, worauf auch in der Antragsbeschreibung an verschiedener Stelle hingewiesen wird, die Projektdurchführung häufig von privatwirtschaftlichen Beratungsfirmen durchgeführt.
- Die Kommunen sollen als vorgestalteten oder integrierten Baustein der Projekte ein Integrationstraining für die Verwaltungsspitze durchführen, wie es beispielsweise von der Bertelsmann- oder der Hertie-Stiftung durchgeführt wird.
- „Gender Mainstreaming“ ist in den Projekten zu beachten.

### Antragsberechtigte
Antragsberechtigt waren Kreise, kreisfreie Städte, große kreisangehörige Städte, kreisangehörige Kommunen.

### Finanzierung
Die antragsberechtigte Kommune musste zudem zumindest 20 % der Projektkosten selber tragen und deren Verfügbarkeit nachweisen. Diese durften zwar auch aus den eigenen Personalkosten bestehen, jedoch durften auch nur maximal 20 % der Projektkosten aus Personalkosten bestehen.

## Teilnehmende Kommunen (Auswahl)
Es gab unter anderen Projekte in den Städten Aachen, Bochum, Dormagen, Düren, Dorsten, Dortmund, Duisburg.

## Bewertung
Obwohl das Förderprogramm von 2005 bis 2012 lief, gibt es bislang noch keine universitäre Evaluation der bisherigen Erfolge oder Misserfolge des Förderprogrammes. Das Land NRW gab im Jahr 2010 über einen externen Anbieter eine Evaluation in Auftrag, die mittlerweile erschienen ist. Darin wurde die Wirkungsweise des Förderprogramms in allen Kreisen (15) und Städten (59) untersucht. Hinsichtlich der Stärken und Schwächen des Programms überwiegen laut dieser Evaluation die Stärken deutlich. KOMM-IN habe eine hohe Initial- und Innovationswirkung, gebe klare Vorgaben und ermögliche auch finanzschwachen Kommunen die Erprobung neuer Strukturen. Als Kritikpunkte werden hier die kurze Laufzeit des Programmes genannt, die zu einem erhöhten Arbeitsaufwand führe sowie die zum Teil drastische Kürzung der beantragten Mittel.

## Nachwirkung
Seit 2016 läuft ein ähnliches Förderprogramm in NRW, das KOMM-AN NRW genannt wurde und als Reaktion auf die Flüchtlingskrise 2015 gestartet wurde. Träger konnten sich bis zum 15. November 2020 für die Teilnahme am Projekt bewerben, um 2021 teilnehmen zu können.